# William Russell, I duca di Bedford
William Russell, I duca di Bedford (Londra, agosto 1616 – Londra, 7 settembre 1700), è stato un nobile, militare e politico inglese.
Da politico sedette alla Camera dei Comuni dal 1640 al 1641 quando ereditò la parìa di V Conte di Bedford e si spostò alla Camera dei Lords. Combatté nell'esercito parlamentare e venne poi sconfitto dai realisti durante la Guerra civile inglese. Divenne noto per aver apportato un notevole sviluppo al quartiere di Bloomsbury a Londra.

## Biografia

### Giovinezza ed educazione
William era figlio di Francis Russell, IV conte di Bedford, e di sua moglie Catharine Brydges. Studiò a Magdalen College di Oxford, e poi, nel 1635 si trasferì per qualche tempo a Madrid, dove sperava di poter apprendere lo spagnolo per entrare nel servizio diplomatico.

### Matrimonio
Tornato in patria nel luglio del 1637, anno in cui concluse il contratto di matrimonio (inizialmente contro la volontà di suo padre), con Anne, unica erede di Robert Carr, I conte di Somerset.

### Carriera politica

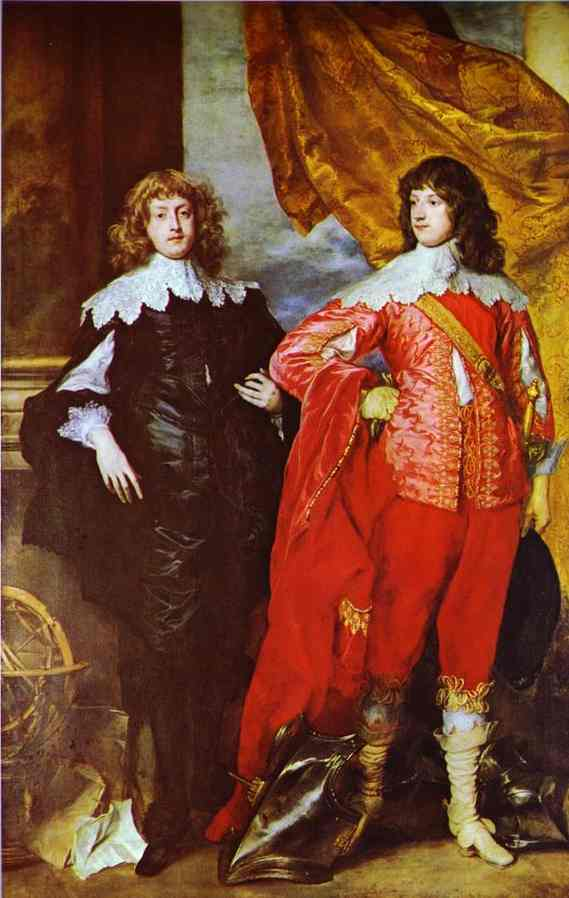
Bedford (a destra), con George Digby, II conte di Bristol in un dipinto del 1637 ad opera di Anthony van Dyck.

Nel mese di aprile 1640, venne eletto membro del Parlamento per Tavistock nel Parlamento breve. Seguì l'esempio di suo padre e si schierò con il Parlamento nel conflitto emergente, con Carlo I, che di lì a poco porterà alla guerra civile inglese.
Nel mese di maggio 1641, il padre morì improvvisamente di vaiolo ed egli gli succedette come V conte di Bedford. Anche se aveva solo 24 anni, al momento, il Parlamento lo nominò Lord Luogotenente del Devon e Lord Luogotenente di Somerset nel 1642. Fu nominato generale di cavalleria il 14 luglio 1642 e nel mese di settembre guidò una spedizione nella zona occidentale d'Inghilterra contro le forze monarchiche sotto il comando del marchese di Hertford.
Il mese successivo, si unì a Robert Devereux, III conte di Essex e combatté con i parlamentari della battaglia di Edgehill il 23 ottobre 1642; partecipò poi a diversi assedi, tra cui quello di Sherborne contro il suo stesso cognato George Digby, II conte di Bristol e sua sorella.

### Bedford schierato con i Realisti, 1643
Dall'estate del 1643, Bedford si allineò col "partito della pace" parlamentare capeggiato da Henry Rich, I conte di Holland e da John Holles, II conte di Clare, che invocavano un accordo con Carlo I. Quando il conte di Essex rifiutò il consiglio del partito della pace, Bedford divenne uno dei "lord pacificatori" che abbandonarono la causa parlamentare per unirsi a Carlo I a Oxford: il re perdonò Bedford per essersi precedentemente schierato con i parlamentari.
Bedford ritornò in battaglia, questa volta al fianco dei Realisti, con la partecipazione all'Assedio di Gloucester (3 agosto – 5 settembre 1643) ed alla Prima battaglia di Newbury (20 settembre 1643). Il 16 giugno 1644, la sera prima della Seconda battaglia di Newbury, la figlia del re, la principessa Enrichetta, venne al mondo proprio a Bedford House, nell'Exeter, residenza di campagna del conte.

### Tentativo di ritorno tra le file dei Parlamentari, 1643–44
Anche se Carlo I aveva perdonato completamente Bedford, la cerchia più stretta che collaborava con il sovrano gli aveva riservato solo dei ruoli minori. Disilluso, Bedford nel dicembre del 1643 tornò a schierarsi coi Parlamentari dicendo loro che la sua mossa di schierarsi con i Realisti era stata solo un tentativo di negoziare una pace con il re e che mai era stata sua intenzione quella di abbandonare la causa parlamentare. Il parlamento, ad ogni modo, continuò a non fidarsi di Bedford e si rifiutò di permettergli di riprendere il suo seggio alla Camera dei Lords.

### Ritiro dalla vita pubblica (1644-1660)
L'atteggiamento continuamente altalenante di Bedford gli fruttò diffidenza da ambo le parti in causa e questo ebbe come conseguenza immediata il suo allontanamento dalla vita pubblica nell'impossibilità di ricoprire un qualsiasi incarico di peso o di fiducia, astenendosi dalla politica durante tutto il periodo del Commonwealth e sino alla Restaurazione del 1660.

### Carriera durante la Restaurazione (1660-1683)

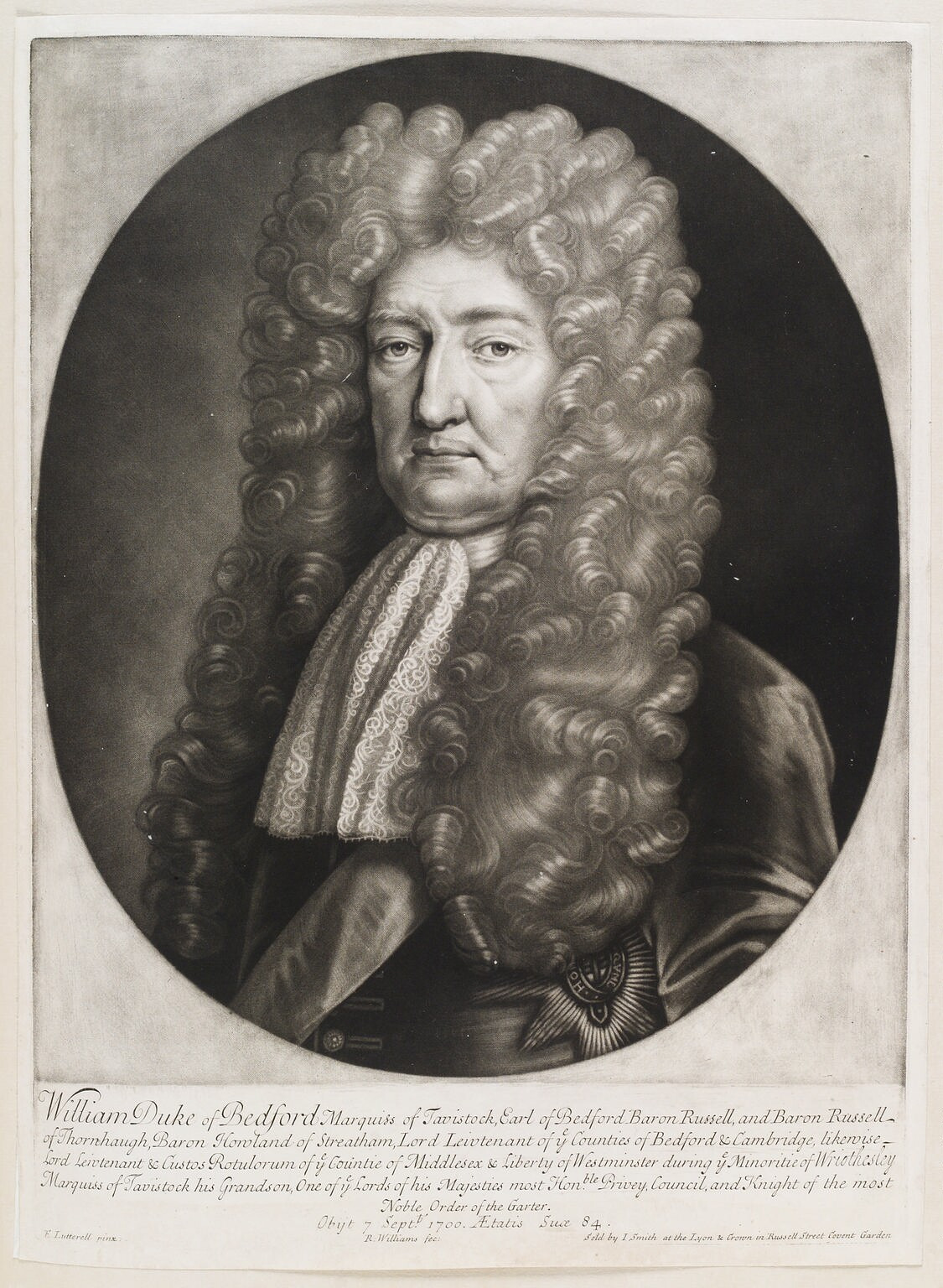
Guglielmo negli ultimi anni di vita

Con la Restaurazione del 1660, Bedford riprese il suo seggio alla Camera dei Lords, divenendo anche capo della fazione presbiteriana. Nel 1661, durante l'incoronazione di Carlo II, egli ebbe il compito di portarne lo scettro.
Nel tentativo di ottenere l'appoggio di Bedford nel periodo della terza guerra anglo-olandese, Carlo II nominò Bedford quale nuovo governatore di Plymouth nel 1671 e, il 29 maggio 1672, il giorno dopo la battaglia di Solebay, lo investì del titolo di cavaliere della Giarrettiera. Ricoprì la carica di commissario comune per la carica di conte maresciallo nel 1673.
Per quanto Bedford fosse un attento uomo di stato e rimanesse fedele alla chiesa anglicana, egli era solito mantenere un cappellano presbiteriano nella propria abitazione e sua moglie venne arrestata nel 1675 per aver partecipato a un conventicle. Quest'ultimo fatto fece rivoltare Bedford contro le istituzioni e lo rese un naturale alleato di Anthony Ashley-Cooper, I conte di Shaftesbury in opposizione al piano del conte di Danby per stabilire un predominio della chiesa anglicana su tutta la religione inglese. Bedford supportò pertanto il conte di Shaftesbury e gli Whigs durante la cosiddetta Exclusion Crisis e come conseguenza il re pose Bedford e la sua famiglia in disgrazia.

### Secondo ritiro dalla vita pubblica (1683–88)
Insoddisfatto della situazione dell'epoca e anche a causa dei soprusi sofferti dalla propria famiglia, lord Russell stava seriamente pensando di abbandonare ancora una volta la carriera politica, ma la goccia che fece traboccare il vaso fu nel 1683 quando suo figlio, William Russell, lord Russell, venne implicato nel Rye House Plot e venne successivamente condannato a morte. Dopo l'esecuzione di suo figlio, il conte di Bedford decise di abbandonare ancora una volta la scena politica.

### Ultimi anni e morte
Unitosi alle forze realiste, dopo i regni di Carlo II e Giacomo II entrò a far parte del Consiglio Privato del re Guglielmo III dal quale ottenne il permesso di portare lo scettro all'incoronazione. Nel 1695 venne creato primo duca di Bedford e marchese di Tavistock. Venne creato barone Howland di Streatham il 13 giugno 1695, con possibilità di trasmissione a suo nipote, Wriothesley Russell.
Bedford morì il 7 settembre 1700, all'età di 84 anni, a Bedford House, a Londra, e fu sepolto il 17 settembre a Chenies, nel Buckinghamshire.

## Matrimonio e figli
L'11 luglio 1637, sposò Anne Carr, figlia di Robert Carr, I conte di Somerset, portandogli in dote 12.000 sterline. Ebbero sette figli:
- Lord Francis Russell (1638-1678);
- Lord William Russell (1639-1683), sposò Lady Rachel Wriothesley, ebbero tre figli;
- Lord James Russell (1640-22 giugno 1712), sposò Elizabeth Lloyd, ebbero una figlia;
- Lord Edward Russell (1642-1714), sposò Frances Williams, non ebbero figli;
- Lady Margaret Russell, sposò Edward Russell, I conte di Oxford, non ebbero figli;
- John Russell, morto nell'infanzia;
- Lady Diana Russell (1652-1701), sposò in prime nozze, Greville Verney, IX barone Willoughby de Broke, ebbero un figlio, sposò in seconde nozze, William Alington, III barone di Killard, ebbero due figli.